# Kuzeytepe, Antakya
Kuzeytepe là một thị trấn thuộc thành phố Antakya, tỉnh Hatay, Thổ Nhĩ Kỳ. Dân số thời điểm năm 2011 là 6.264 người.